# Cédric Pineau
Pour les articles homonymes, voir Pineau.
Cédric Pineau est un coureur cycliste français, né le 8 mai 1985 à Migennes, professionnel de 2007 à 2017. Il est le fils du coureur Franck Pineau, coureur cycliste professionnel de 1986 à 1994, puis directeur sportif.

## Biographie

### Jeunesse et carrière amateur
Cédric Pineau naît le 8 mai 1985 à Migennes dans l'Yonne. Il est le fils de Franck Pineau, cycliste professionnel de 1986 à 1994. Il commence le cyclisme en 2000, au RC Saint-André-les-Vergers, en catégorie cadet.
De 2004 à 2006, il est membre de l'UV Aube.
Cédric Pineau intègre l'équipe continentale professionnelle Agritubel en tant que stagiaire durant l'été 2006. Avec elle, il dispute le Tour de l'Avenir et aide Moisés Dueñas à remporter le classement général.

### Carrière professionnelle
Il commence sa carrière professionnelle en 2007 au sein de Roubaix Lille Métropole, nouvelle équipe continentale créée par le VC Roubaix Lille Métropole.
En 2008, il est recruté par l'équipe ProTour AG2R La Mondiale. Il est notamment quatrième du Grand Prix de la Somme et deuxième de Paris-Bourges en 2008, dixième du Grand Prix d'Isbergues 2009.
Non conservé par ses dirigeants, il revient en 2010 dans l'équipe continentale Roubaix Lille Métropole, en compagnie de Renaud Dion, également membre d'AG2R La Mondiale l'année précédente. Ses bonnes performances en début de saison lui permettent de figurer en quatrième place du classement individuel de l'UCI Europe Tour au 25 mai. Il remporte Paris-Troyes et une étape du Tour de Bretagne et obtient des places d'honneur au Tour du Finistère, au Samyn (3e), aux Quatre Jours de Dunkerque, au Circuit de Lorraine, au Cholet-Pays de Loire, au Tour du Haut-Var, au Tour de Bretagne, au Grand Prix de Lillers (4e) et à la Classic Loire-Atlantique (5e).
En 2011, il rejoint l'équipe FDJ, où son père est directeur sportif.
Il dispute son premier Tour de France en 2012 et termine l'épreuve en 133e. 
En 2013 il participe au Tour d'Espagne.
En 2014 il se classe troisième du Tro Bro Leon au premier semestre puis s'aligne une nouvelle fois au départ du Tour de France. Après avoir travaillé pour son leader Thibaut Pinot, troisième du classement général, il finit en 102e position sur les Champs-Élysées. Il dispute ensuite le Tour d'Espagne, qu'il termine à la 77e place.
Cédric Pineau connaît une année 2015 difficile, malgré une participation au Tour d'Italie, où il aide Alexandre Geniez à prendre la neuvième place du classement général. Au mois d'août il prolonge d'un an son contrat avec l'équipe FDJ. Sa fatigue et ses douleurs à la jambe droite récurrentes sont d'abord attribuées à l'intensité de sa saison 2014,. 
En fin de saison 2015, une « endofibrose de l'artère fémorale profonde », « [liée] à la pratique intense du vélo » lui est diagnostiquée. Il subit une opération chirurgicale en novembre suivie de six semaines de repos.
Ayant repris l'entraînement en décembre, il retrouve la compétition fin-février 2016, au Tour La Provence.
Il met un terme à sa carrière à l'issue de la saison 2017.

### Reconversion dans les médias (2018-)
En début d'année 2018, Cédric Pineau rejoint la chaîne L'Équipe en tant que consultant. Il suit notamment l'Etoile de Bessèges à moto ou commente en cabine (Boucles Drôme Ardèche, Strade Bianche...). Durant le Tour d'Italie 2018, il recueille les témoignages des protagonistes et commente la course en duplex sur une moto.

### Cyclosportive "la Cédric Pineau"
Cette cyclosportive se déroule tous les ans au mois d'octobre dans l'Yonne. Elle est en constante évolution. En 2018, pour la 7e édition, cette cyclosportive réunit plus de 180 partants. 

## Palmarès et résultats

### Par années
| - 2003 - Trophée du Boischaut - 2004 - Grand Prix de Longes - Prix de Saint-Florentin - 2005 - 2e de la Nocturne de Bar-sur-Aube - 2006 - Circuit méditerranéen - Grand Prix d'Antibes - Troyes-Dijon - 2007 - Troyes-Dijon | - 2008 - 2e de Paris-Bourges - 2010 - Paris-Troyes - 6e étape du Tour de Bretagne - 2e du Trophée des champions - 3e du Samyn - 3e du Tour du Finistère - 2014 - 3e du Tro Bro Leon |  |

### Résultats sur les grands tours

#### Tour de France
3 participations
- 2012 : 133e
- 2014 : 102e
- 2016 : abandon (9e étape)

#### Tour d'Espagne
2 participations
- 2013 : 103e
- 2014 : 77e

#### Tour d'Italie
1 participation
- 2015 : 121e

### Classements mondiaux
| Année           | 2010 | 2011 | 2012 | 2013 | 2014 | 2015 |
| --------------- | ---- | ---- | ---- | ---- | ---- | ---- |
| UCI World Tour  |      |      | nc   | nc   | nc   | nc   |
| UCI Europe Tour | 11e  | 514e |      |      |      |      |